# Eugénie Heger-Gasserová
Eugénie Heger-Gasserová (18. prosince 1861 Příbor – ???)  byla rakouská akademická malířka portrétů.

## Život

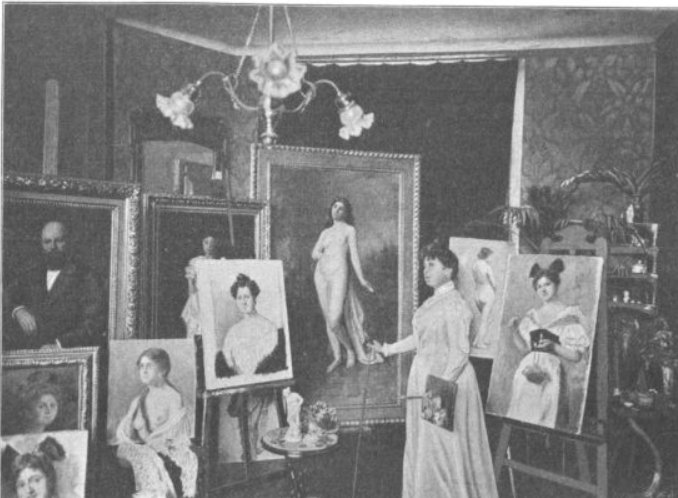
Eugénie Heger-Gasserová ve svém ateliéru

Narodila se v Příboře. Její otec Vojtěch Heger byl okresním úředníkem. Navštěvovala umělecko-řemeslnou školu na vídeňské Akademii výtvarných umění pod vedením Siegmunda L'Allemanda a také na malířské škole Ludwiga Minnigeroda v Rakouském muzeu. Studovala také na uměleckých školách v Paříži, Berlíně, Drážďanech a Mnichově a absolvovala školení v italských a nizozemských mistrovských galeriích. V roce 1894 se ve Vídni provdala za výrobce zbraní Johanna Gassera (1847–1896), s nímž měla dceru Eugénii Gasser (* 1895). Johann Gasser vlastnil továrnu na zbraně v Ottakringu a slévárnu měkkého železa v St. Pöltenu. Obě místa byla zároveň domovskými adresami manželů. Po smrti Johanna Gassera se Eugénie Heger-Gasserová v roce 1906 provdala za c.k. hauptmanna hraběte Karla Berchtolda (1862–1915) a poté používala jméno Gräfin Eugénie Berchtold Freiin von und zu Ungarschütz, Frätting a Püllitz. Do roku 1914 měla hraběnka Eugénie Berchtold adresu ve Vídni. V roce 1918 byla zmíněna v různých novinách na svatbě své dcery, ale pak se její stopa ztratila.